# Tell Me Why (canção de The Beatles)

Tell me Why é uma canção de autoria de John Lennon e Paul McCartney. Foi gravada pelos Beatles, no álbum A Hard Day's Night, em 1964.

## Créditos
- John Lennon – vocal principal, guitarra base
- Paul McCartney – backing vocal, contrabaixo
- George Harrison – backing vocal, guitarra solo
- Ringo Starr – bateria e piano

## Outras versões
Tell me Why foi posteriormente gravada também por outros artistas, como:
- 1965: The Beach Boys, no álbum Beach Boys' Party!.
- 1982: April Wine, no álbum Power Play.[1]
- 2002: The Punkles, no álbum Punk!.